# Xoanodera subdita
Xoanodera subdita är en skalbaggsart som beskrevs av Holzschuh 2005. Xoanodera subdita ingår i släktet Xoanodera och familjen långhorningar. Inga underarter finns listade i Catalogue of Life.